# Walter Howell
Walter Neville Howell OAM (* 17. Dezember 1929 in Preston, Victoria) ist ein ehemaliger australischer Ruderer, der 1956 eine olympische Bronzemedaille gewann.

## Sportliche Karriere
Howell begann beim Preston Rowing Club und ruderte ab 1951 für den Banks Rowing Club in Melbourne. 1952, 1953, 1954, 1956, 1957 und 1962  war er australischer Meister im Achter.
Bei den Olympischen Spielen 1956 in Melbourne traten insgesamt zehn Achter an, im australischen Achter ruderten Michael Aikman, David Boykett, Fred Benfield, James Howden, Garth Manton, Walter Howell, Adrian Monger, Brian Doyle und Steuermann Harold Hewitt. Im Vorlauf gewannen die Australier vor den Booten aus Kanada, den Vereinigten Staaten und aus dem Vereinigten Königreich. Im Halbfinale siegte der US-Achter vor den Australiern, aus dem anderen Halbfinale erreichten die Kanadier und die Schweden das Finale. Im Finale siegte der US-Achter mit zwei Sekunden Vorsprung vor den Kanadiern, weitere zwei Sekunden dahinter erreichten die Australier als Dritte das Ziel mit neun Sekunden Vorsprung vor den Schweden.
Vier Jahre später trat Howell bei den Olympischen Spielen in Rom im Zweier mit Steuermann an. Zusammen mit Paul Guest und Ian Johnston schied er im Hoffnungslauf aus.
1962 fanden in Luzern die ersten Ruder-Weltmeisterschaften statt, Howell belegte mit dem australischen Achter den fünften Platz. Ende 1962 war die australische Stadt Perth Gastgeber der British Empire and Commonwealth Games 1962. Zum Abschluss seiner Karriere als Leistungssportler gewann Howell die Goldmedaille im Achter-Wettbewerb.
Howell ruderte später erfolgreich im Seniorenbereich, er war dreimal Weltmeister und gewann 50 australische Meistertitel. Daneben war er ehrenamtlich in diversen Funktionen als Trainer und Funktionär für den Rudersport tätig. Anfang 2021 wurde Howell mit der Medaille des Order of Australia ausgezeichnet.